# Pseudocheirodon
Genre
Pseudocheirodon est un genre de poissons téléostéens de la famille des Characidae et de l'ordre des Characiformes.

## Liste d'espèces
Selon FishBase (13 juin 2015):
- Pseudocheirodon arnoldi (Boulenger, 1909)
- Pseudocheirodon terrabae Bussing, 1967